# Ikast Forenede Sportsklubber
Ikast Forenede Sportsklubber, o semplicemente Ikast FS, è una squadra di calcio danese con sede a Ikast, nello Jutland centrale (in danese: Region Midtjylland). Il 1º luglio 1999 si fonde con l'Herning Fremad per formare il Midtjylland di cui diviene la squadra delle riserve. Gioca nella seconda divisione ovest danese.
Nella sua storia però, dal secondo dopoguerra, partecipa 17 volte al massimo campionato danese (miglior risultato il 2º posto nel 1987), e disputa per tre volte la finale della Coppa di Danimarca nel 1986, 1989 e nel 1997, pur venendo sempre sconfitto. Inoltre partecipa per tre volte alle competizioni europee, venendo però sempre eliminato al primo turno.

## Ikast FS nelle Coppe europee
| Stagione | Torneo            | Turno                   | Nazione     | Club            | Andata | Ritorno | Totale |
| -------- | ----------------- | ----------------------- | ----------- | --------------- | ------ | ------- | ------ |
| 1988-89  | Coppa UEFA        | Trentaduesimi di finale | Austria     | First Vienna FC | 0-1    | 2-1     | 2-2    |
| 1989-90  | Coppa delle Coppe | Sedicesimi di finale    | Paesi Bassi | Groningen       | 0-1    | 1-2     | 1-3    |
| 1991-92  | Coppa UEFA        | Trentaduesimi di finale | Francia     | Auxerre         | 0-1    | 1-5     | 1-6    |

## Palmarès

### Competizioni nazionali
- 1. Division: 2

1992-1993, 1996-1997

### Competizioni internazionali
- Coppa Piano Karl Rappan: 1

1988

### Altri piazzamenti
- Campionato danese:

Secondo posto: 1987
Terzo posto: 1990
- Coppa di Danimarca:

Finalista: 1986, 1989, 1996-1997
Semifinalista: 1997-1998